# 미나미쿠사쓰역
미나미쿠사쓰역(일본어: 南草津駅, みなみくさつえき 미나미쿠사쓰에키[*])은 일본 시가현 구사쓰시에 위치한 서일본 여객철도의 역이다.

## 역 구조
섬식 승강장으로 2면 4선의 지상역이다. 역사는 고가 형태로 건설되어 있다. 어번 네트워크의 일부로 이코카의 사용이 가능하다.
| 1 | ■ 비와코 선 (하행) | 교토・오사카 방면                     |
| 2 | ■ 비와코 선 (하행) | 교토・오사카 방면                     |
| 3 | ■ 비와코 선 (상행) | 구사쓰·마이바라 방면                  |
| 4 | ■ 비와코 선 (상행) | 구사쓰·기부카와 방면 (구사쓰 선 직통) |

## 승차량 변동
| 회사      | 승차 인원 | 승차 인원 | 승차 인원 | 승차 인원 | 승차 인원 | 승차 인원 | 승차 인원 | 승차 인원 | 주 석 |
| 회사      | 1993년    | 1994년    | 1995년    | 1996년    | 1997년    | 1998년    | 1999년    | 2000년    | 주 석 |
| --------- | --------- | --------- | --------- | --------- | --------- | --------- | --------- | --------- | ----- |
| JR 서일본 | 미개통    | 3986      | 9014      | 10145     | 11140     | 14095     | 14756     | 15709     | [ 1 ] |
| 회사      | 2001년    | 2002년    | 2003년    | 2004년    | 2005년    | 2006년    | 2007년    | 2008년    |       |
| JR 서일본 | 16316     | 17099     | 18013     | 18598     | 19146     | 20182     | 20620     | 21895     | [ 1 ] |

## 역사
- 1994년 9월 4일: 개업
- 2003년 11월 1일: 이코카 사용이 개시되었다.
- 2007년 5월 24일: 서쪽과 동쪽 출구를 잇는 지하도가 개방되었다.

## 인접정차역
| 서일본 여객철도 도카이도 본선 | 서일본 여객철도 도카이도 본선          | 서일본 여객철도 도카이도 본선 |
| ----------------------------- | -------------------------------------- | ----------------------------- |
| 구사쓰 나가하마 방면          | ■ 비와코 선 신쾌속                     | 이시야마 히메지 방면          |
| 구사쓰 마이바라 방면          | ■ 비와코 선 보통 (다카쓰키역부터 쾌속) | 세타 아보시 방면              |